# كنوت جيتز وولد
كنوت جيتز وولد (بالنرويجية البوكمول: Knut Getz Wold)‏ هو مصرفي واقتصادي نرويجي، ولد في 3 أغسطس 1915، وتوفي في 9 أكتوبر 1987.